# Palazzo Accinni

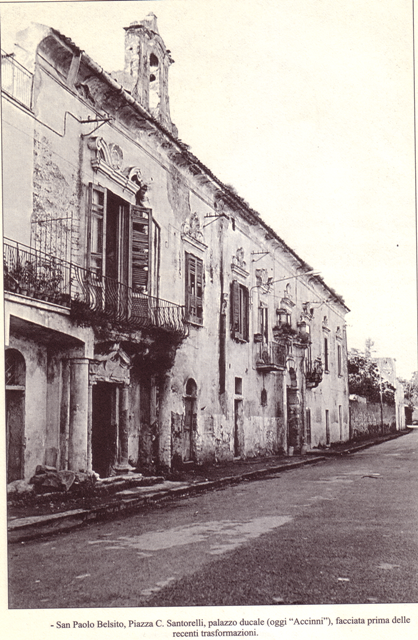
Palazzo Accinni auf einem Foto vor den letzten Umbauten 1996

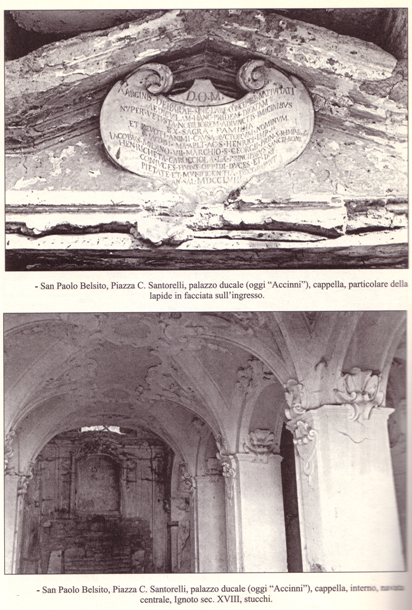
Palazzo Accinni, Details der Marmortafel und des Inneren der Kapelle

Der Palazzo Accinni ist ein Palast aus dem 16. Jahrhundert in San Paolo Bel Sito in der italienischen Region Kampanien. Es liegt an der Piazza Camillo Santorelli im oberen Teil des Zentrums.

## Geschichte
Der ehemalige herzogliche Palast wurde vermutlich im 16. Jahrhundert von den Herren Mastrilli erbaut und im 18. Jahrhundert auf Initiative von Giacomo Milano, Prinz von Ardore, Markgraf von San Giorgio und Herzog von Santopaolo, umgebaut. Schließlich kaufte ihn im 19. Jahrhundert die Adelsfamilie Accinni, dessen Name er bis heute trägt.
Vom ursprünglichen Gebäude, das eine ganze Seite der Piazza Camillo Santorelli begrenzte, ist ziemlich wenig erhalten geblieben, entweder wegen des fortgeschrittenen Verfalls oder wegen der vielen und grundlegenden Umbauten, die im Laufe der Zeit leider die ursprüngliche, eigentümliche geschichtlich-künstlerische Gestaltung zerstört haben. Dennoch kann man an der Fassade einige Elemente erkennen, die vom alten Glanz und der architektonischen Würde des Gebäudes erzählen. Neben dem großen Portal aus dem 18. Jahrhundert, dessen Begrenzung mit Stuckgemälden dekoriert ist, blieben auch die beiden seitlichen Pilaster mit Vasen mit Tannenzapfen darüber erhalten, die den Rahmen des Fensters über dem Portal bilden. Auf jeden Fall erwähnenswert sind einige für den Stil des Spätbarock typische Elemente, die damals in der Hauptstadt Neapel sehr beliebt waren, wie die eleganten Ziermotive, die „Falkenflügel“ genannt werden und über dem Fenster und den Balkonen neben dem Portal angebracht sind.
Auf der linken Seite der Hauptfassade ist die Capella padronale eingesetzt, die, wie auf der Marmortafel im Tympanon der Eingangstüre vermerkt ist, der Geburt Mariens geweiht ist. Dieses kleine Kirchlein wurde, nach dem, was dem Epigraph zu entnehmen ist, auf Geheiß des Herzogs Giacomo Milano und seiner Gattin, Enrichetta Caracciolo, im Jahre 1758 umgebaut:

“D.O.M./ VIRGINIS DEIPARAE SINE LABE CAONCEPTAE NATIVITATI / AEDICULAM HANC PRIDEM DICATAM / NUPER VETUSTAM NOBILIOREM - ADIUNCTIS IMAGINIBUS / EX SACRA FAMILIA / ET DEVOTI ANIMI CAUSA AUCTORUM NOMINUM / IACOBI MOIORIS APOSTOLI AC S.HERICI IMPERATORIS / IACHOBUS MILANO VII MARCHIO S.GEORGII PRIN. S. R IMP. ETC. ETC. / HENRICHETTA CARACCIOLA EX PRINCIPIBUS SANCTI BONI / CONIUGES HUIUS OPPIDI DUCES ET DOMINI / PIETATE ET MUNIFICENTIA DECORARUNT/A.SAL.MDCLVIII“

(dt.: Dieses Kirchlein der Geburt Mariens, der Gottesmutter, die ohne Sünde empfangen hat, wie ihr verkündet worden war, das jetzt alt war, (erstand) schöner mit der Einbringung der Bilder der Heiligen Familie und durch die ergebene Seele ihrer Erschaffer, mit Namen des großen Apostels Johannes und des Kaisers Heinrich, Giacomo Milano, dem siebten Markgrafen von San Giorgio, Prinz des Heiligen Römischen Reiches etc. etc., und Enrichetta Caracciolo der Prinzen San Bono, Eheleute, Herzöge und Herren dieses Landes, verzierten sie mit Barmherzigkeit und Großzügigkeit im Jahre der Gesundheit 1758.)

Aus dieser Zeit stammen auch die wertvollen Stuckarbeiten, die die Innenwände der Kapelle zieren, die Apsiskuppel (teilweise abgebrochen) und der Majolikabodenbelag. Der Altar aus dem 18. Jahrhundert aus polychromem Marmor wurde aber gestohlen und das Grab auf der rechten Seite des Querschiffes, in dem sich die Überreste eines Mitgliedes der Familie Milano befanden, geschändet (man sagt, durch einige Lausbuben). Keine Spur ist mehr von der kleinen Glocke erhalten, die in einem Bogen im Mauerwerk des Kapelleneingangs hing und die durch die Eigentümer selbst geläutet wurde, wenn religiöse Prozessionen vorüberzogen. Sie wurde wohl auch in Folge der kürzlichen und radikalen Umbauten an dem Gebäude entfernt.
Kürzlich, genauer 1996, haben die heutigen Eigentümer mithilfe einiger Freiwilliger das Kirchlein von Schutt befreit und die alte Tür aus Holz, die nicht mehr zweckdienlich war, durch eine Eisentür ersetzt.